# Kampylí
Kampylí är en ort i Cypern.   Den ligger i distriktet Eparchía Kerýneias, i den norra delen av landet, 27 km nordväst om huvudstaden Nicosia. Kampylí ligger 267 meter över havet och antalet invånare är 194. Den ligger på ön Cypern.
Terrängen runt Kampylí är varierad, och sluttar västerut.Trakten runt Kampylí är ganska glesbefolkad, med 25 invånare per kvadratkilometer. Närmaste större samhälle är Kyrenia, 19,4 km öster om Kampylí. Trakten runt Kampylí är i huvudsak ett öppet busklandskap.